# Vistonida
Vistonida este un oraș în Grecia în prefectura Xanthi.